# Akademigränd

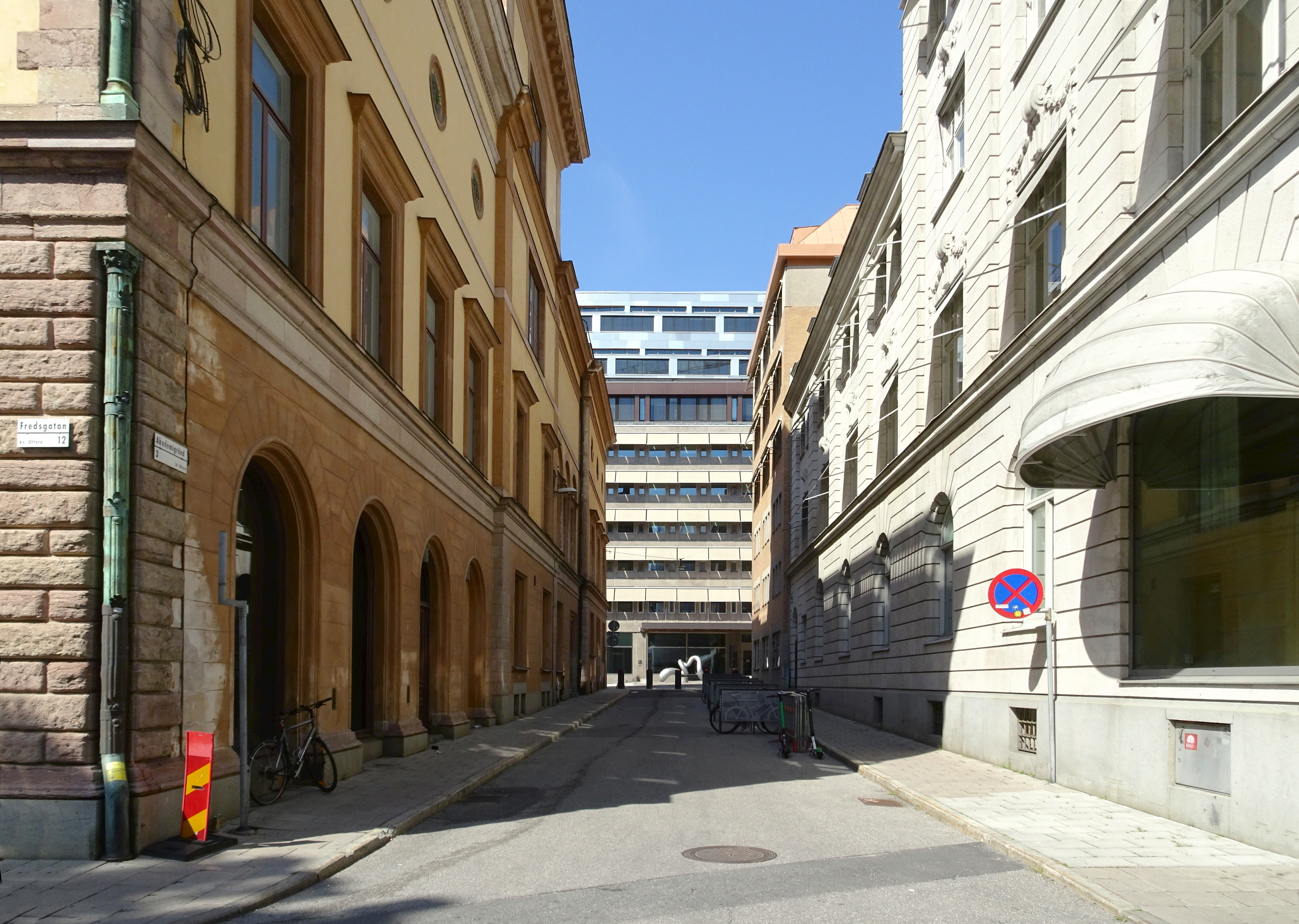
Akademigränd norrut, augusti 2020.

Akademigränd är en gata på södra Norrmalm i centrala Stockholm. Gatan fick sitt nuvarande namn 1806 och stavades då Akademi Gränden.

## Beskrivning
Akademigränd sträcker sig i nord-sydlig riktning mellan Fredsgatan och Jakobsgatan. Förleden ”akademi” härrör från Konstakademiens hus vars byggnad ligger längs med Akademigrändens västra sida. Längs med östra sidan ligger kvarteret Tigern med före detta byggnaden för Norrlandsbanken.